# 千畝之戰
千畝之戰，發生於前789年，為周朝軍隊與姜氏之戎之間的一次戰爭，周朝失敗。
宣王三十八年（前790年），周宣王派軍隊征討申戎，獲得勝利。次年姜戎攻至千畝（周宣王的籍田，可能在镐京附近），王师战败，周宣王在奄父帮助下才逃脱。
韦昭认为宣王因此戰而失去南國之師；杨宽则认为失去南國之師是另外一次战役（千畝之戰是王师在镐京附近战斗，而南国则是江汉之间）。失去南國之師后周宣王只好“料民于太原”，从而导致了西周的衰亡。
又史载晉穆侯十年（宣王二十六年）伐千畝之戰時生一子，名為成師，即日後的曲沃桓叔。。此为宣王三十八年之前的另一次千畝之戰，宣王未参与，晉穆侯主战，而且未战败。
史为乐在《中国历史地名大辞典》中对“千亩”的所在地有所考证：春秋晋地，在今山西介休市南。一说在今山西安泽县北。 
笺证：千亩，古邑名，索隐谓在今山西介休县。钱穆以为非当时周兵力所能及，应在今山西安泽县东。按：杨伯峻以为“千亩”有二，“千亩之战”亦有二。宣王二十六年（前802）曾有晋与戎族的“千亩之战”，在当时的晋境（今山西安泽县北），晋胜；至宣王三十九年（前789）又有周与戎人的“千亩之战”，此“千亩”即《国语》“宣王不藉千亩”之“千亩”，在当时的周境，应离镐京不远。